# 1878 en football
Cet article présente les faits marquants de l'année 1878 en football.

## Clubs fondés en 1878
- en Angleterre :
  - fondation du club de Grimsby Town Football Club, basé à Grimsby.
  - fondation du club d'Ipswich Town Football Club, basé à Ipswich.
  - fondation du club d'Everton Football Club, basé à Liverpool.

## Janvier
- Introduction supposée du sifflet pour l'arbitre au cours d'un match Nottingham - Sheffield FC. Il semble peu probable qu'un arbitre de cette période ait réellement utilisé un sifflet. C'est une question qui fait encore débat outre-Manche. L'usage du sifflet se répand en 1891 (8 janvier 1895 en France) quand l'arbitre fait son entrée su de l’usine Salter’s Spring Work. Le club sera rebaptisé West Bromwich Albion FC dès 1880.

## Mars
- 2 mars : L'Écosse s'impose 7-2 face à l'Angleterre devant 10000 spectateurs au Hampden Park, Glasgow.
- 23 mars : 
  - Finale de la 7ème édition de la FA Challenge Cup au Kennington Oval, Londres devant 4500 spectateurs, Wanderers FC s'impose 3-1 face aux Royal Engineers AFC.
  - L'Écosse s'impose 9-0 face au Pays de Galles devant 6000 spectateurs au Hampden Park, Glasgow.
- 30 mars :
  - Finale de la 5ème édition de la Coupe d'Écosse au Hampden Park, Glasgow devant 5000 spectateurs, Vale of Leven FC s'impose 1-0 face à Third Lanark AC.
  - Finale de la 1ère édition de la Coupe du Pays de Galles au Acton Park, Wrexham devant 1500 spectateurs, Wrexham AFC s'impose 1-0 face aux Druids FC.

## Octobre
- Fondation du club de football anglais de Newton Heath LYR FC par des employés de la Lancashire and Yorkshire Railway (LYR)[1]. Le club sera rebaptisé Manchester United FC en 1902[1].
- Fondation du club de football anglais de St-Domingo's FC par des élèves de la St-Domingo Church Sunday School. Le club est rebaptisé Everton FC dès novembre 1879.
- 14 octobre : premier match disputé en nocturne. C'était à Bramall Lane, entre deux formations sélectionnées par la Sheffield FA. 20 000 spectateurs sont enregistrés pour l'occasion. C'est la première fois que la marque des 10 000 spectateurs est largement dépassée (Glasgow non compris). Devant ce succès populaire, une foule de matches en nocturne ont lieu en cette fin de XIXe siècle. La FA interdira les matches en nocturne d'août 1930 à décembre 1950.

## Naissances
- 19 janvier : Herbert Chapman, footballeur puis entraîneur anglais. († 1934).
- 30 janvier : Herbert Potts, footballeur anglais.
- 1er février : Alfréd Hajós, footballeur hongrois. († 1955).
- 2 février : Joe Lydon, footballeur et boxeur américain.
- 24 février : Andy McGuigan, footballeur écossais. († 1948).
- 6 avril : John Hunter, footballeur écossais. († 1966).
- 16 avril : Tip Foster, footballeur et joueur cricket anglais. († 1914).
- 29 avril : Bert Lipsham, footballeur anglais. († 1932).
- 26 mai : Lucien Huteau, footballeur français. († 1975).
- 12 juin : Charlie Thomson, footballeur écossais.
- 24 août : Archie Gray, footballeur écossais.
- 12 septembre : Jimmy Ashcroft, footballeur anglais. († 1943).
- 6 octobre : Billy Garraty, footballeur anglais. († 1931).
- 16 octobre : Eugenio Canfari, footballeur puis dirigeant sportif italien. († 1962).
- 26 décembre : Alex Raisbeck, footballeur puis entraîneur écossais. († 1949).
- Georges Garnier, footballeur français. (1936).
- Frederick Spackman, footballeur anglais. († 1942).